# ワルテル・ホデフロート
ワルテル・ホデフロート（Walter Godefroot、1943年7月2日 - ）は、ベルギー、ヘント出身の元自転車競技（ロードレース）選手。
アルテュル・デカボーテルの義弟である。

## 略歴
1964年の東京オリンピック・個人ロードレースで銅メダルを獲得。翌1965年にプロに転向し、ワンデイレースを中心に活躍した。1970年のツール・ド・フランスではポイント賞を獲得。また1975年より、シャンゼリゼ通りがツール・ド・フランスの最終ゴール地点となったが、その最初の勝利者としても名を刻む。1979年に現役を引退。
1991年から2005年まで、チーム・テレコム（以後チーム名を変遷）のチームマネジャーを務め、1996年にビャルヌ・リースを、1997年にヤン・ウルリッヒを、ツール・ド・フランス総合優勝へと導いた。その後、2006年にアスタナ・ヴュルト、2007年にアスタナへと転じて指導者を続けたが、いずれの在籍時代においても、ドーピング問題に巻き込まれた。
1974年、メチルフェニデート陽性により、同年のロンド・ファン・フラーンデレンで順位剥奪となった。

## 主な戦績
1964
東京オリンピック・個人ロードレース 3位
1965
 ベルギー 国内選手権・個人ロードレース 優勝
1967
ツール・ド・フランス 区間1勝（第1）
リエージュ〜バストーニュ〜リエージュ 優勝
1968
ツール・ド・フランス
区間2勝（第3b、第9)
ポイント賞部門 2位
ロンド・ファン・フラーンデレン 優勝
ヘント〜ウェヴェルヘム 優勝
パリ〜ツール 2位
パリ〜ルーベ 3位
1969
ボルドー〜パリ 優勝
パリ〜ルーベ 優勝
スヘルデプライス 優勝
1970
ツール・ド・フランス
 ポイント賞、区間2勝（第4、5A）
ジロ・デ・イタリア 区間1勝（第8）
チューリッヒ選手権 優勝
ロンド・ファン・フラーンデレン 2位
1971
ツール・ド・フランス 区間1勝（第9）
ブエルタ・ア・エスパーニャ 区間2勝（第7、8）
1972
 ベルギー 国内選手権・個人ロードレース 優勝
ツール・ド・フランス 区間1勝（第5a)
1973
ツール・ド・フランス 区間2勝（第5、第16a）
パリ〜ルーベ 2位
1974
ルント・ウム・デン・ヘニンガー＝トゥルム 優勝
チューリッヒ選手権 優勝
ダンケルク4日間レース 総合優勝
1975
ツール・ド・フランス 区間1勝（第22＝シャンゼリゼ通り）
1976
ボルドー〜パリ 優勝
1978
ロンド・ファン・フラーンデレン 優勝